# Saga ephippigera syriaca
Sous-espèce
Saga ephippigera syriaca est une sous-espèce de sauterelles du genre Saga.

## Répartition
S. ephippigera syriaca est présente en Turquie et en Syrie.

## Description
Comme Saga ephippigera ephippigera, il s'agit d'une sauterelle plus trapue que les autres Saga : la tête est plus grande et le corps est plus épais. Mais S. ephippigera syriaca est près d'une fois et demie plus grande que S. ephippigera ephippigera.
Les mâles atteignent 9 cm de longueur et les femelles tendent vers les 10 cm sans l'ovipositeur. Avec ce dernier, les femelles atteignent près de 13 cm. Elles sont donc plus grande que Saga natoliae.
S. ephippigera syriaca est de couleur jaune, brune ou verte. La robe comporte généralement au moins deux de ces couleurs. Le dessous de la tête est brun-rougeâtre. Le mâle porte de très courtes ailes, longues comme environ un-quart du pronotum. l'ovipositeur de la femelle est légèrement arqué vers la haut et long comme deux fois le pronotum.

## Référence
- Orthoptera Species File

- Ressources relatives au vivant :   - Global Biodiversity Information Facility
  - Orthoptera Species File Online